# Maadâsuáloi
Maadâsuáloi är en ö i Finland. Den ligger i sjön Enare träsk och i kommunen Enare i den ekonomiska regionen Norra Lappland och landskapet Lappland, i den norra delen av landet, 1 000 km norr om huvudstaden Helsingfors. Öns största längd är 3 kilometer i öst-västlig riktning.